# Gökturks
Met Gökturks, Oud-Turks of Oer-Turks (Turks: Göktürkçe, Eski Türkçe en Öztürkçe) wordt het oud-Turks uit de eerste eeuwen voor en na Christus bedoeld. Het Gökturks is bekend geworden door de vondst van de Orchon inscripties in 1891 en de ontcijfering ervan door de Deen Thomsen en de Rus Radloff in 1893. Sindsdien is er steeds meer bekend geworden over dit Turks en is het, net als Latijn, een leerbare antieke taal geworden. Vooral op universiteiten in Turkije en andere Turkstalige landen is de taal populair onder taalwetenschappers.

## Oorsprong
Het Gökturks is vernoemd naar het Rijk der Göktürken (552-745), waarin alle Turkse volkeren zich verenigden in een confederatie. Het wereldrijk domineerde vervolgens alle handelsrouten tussen Europa en China. Op het hoogtepunt strekte het imperium uit van de Chinese Muur tot aan de Zwarte Zee in hedendaags Oekraïne. Met de vondst van enkele Göktürk-inscripties nabij de Orhun Vallei in hedendaags Mongolië, toen de kern van het rijk, is gebleken dat het Turks van de Gökturken de oertaal is van alle Turkse talen van tegenwoordig. Zo zijn Kirgisch, Kazachs, Oezbeeks, Turkmeens en Turkije-Turks onderling vrij makkelijk verstaanbaar; volgens taalwetenschappers omdat ze allemaal afkomstig zijn van het Gökturks. Ook het Gökturks is enigszins begrijpelijk voor iemand die een redelijke kennis heeft van de huidige Turkse talen.

## Alfabet
Het Gökturks heeft een eigen alfabet, wat ook wel het 'Orhun Alfabet' genoemd wordt, naar de vindplaats van de Göktürk-inscripties in de Orhun Vallei.
Een deel van de Göktürk-inscriptie: 

Transcriptie: "tunga tigin yoghinda kiri ölürtimiz."

## Gelijkenissen Turkse talen
|          |       |                | Karlukse talen |          | Kiptsjaakse talen | Kiptsjaakse talen | Kiptsjaakse talen |            |
| Gökturks | Turks | Azerbeidzjaans | Oezbeeks       | Quashqai | Kazachs           | Kirgizisch        | Tataars           | Nederlands |
| Bir      | Bir   | Bir            | Bir            | Bir      | Bir               | Bir               | Bir               | Een        |
| Eki      | İki   | Iki            | Ikki           | İki      | Yeki              | Eki               | Eki               | Twee       |
| Üç       | Üç    | Üç             | Uch            | Üç       | Üş                | Üç                | Üç                | Drie       |
| Tört     | Dört  | Dörd           | To'rtta        | Dört     | Tört              | Tört              | Dort              | Vier       |
| Beş      | Beş   | Beş            | Besh           | Beş      | Bes               | Beş               | Beş               | Vijf       |
| Altı     | Altı  | Altı           | Olti           | Altı     | Altı              | Altı              | Altı              | Zes        |
| Yeti     | Yedi  | Yeddi          | Yetti          | Yedi     | Jeti              | Jeti              | Yedi              | Zeven      |
| Sekiz    | Sekiz | Səkkiz         | Sakkiz         | Sekiz    | Segiz             | Segiz             | Sekiz             | Acht       |
| Tokuz    | Dokuz | Doqquz         | To'qqiz        | Dokuz    | Toğız             | Toguz             | Tokuz             | Negen      |
| On       | On    | On             | O'n            | On       | On                | On                | On                | Tien       |

## Voetnoten
1. ↑  Ahmet Zeki Validi (1932). On Mubarakshah Ghuri pp.852